# 보터니만

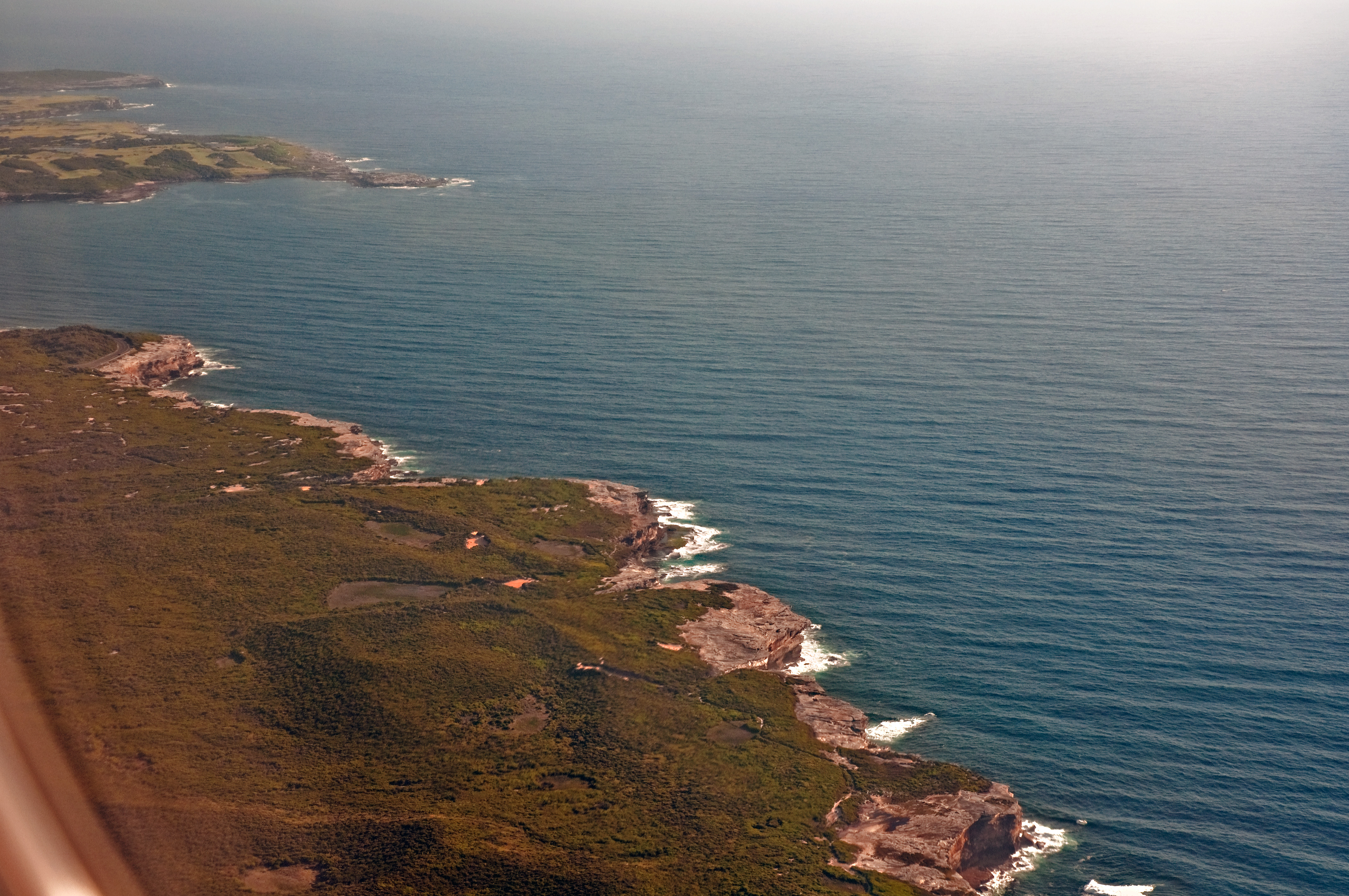
보터니만

보터니만(Botany Bay)은 오스트레일리아 시드니에 있는 만으로 태즈먼해와 접하며 시드니 중심 업무 지구에서 남쪽으로 13km 떨어져 있다.
넓이는 약 55km다. 보터니만은 좁지만 보터니만에 있는 보터니 항은 시드니의 주요 화물항으로 기능한다. 시드니 공항의 남북으로 뻗은 활주로가 보터니만에 땅을 매립해 세워지기도 했다. 만의 남쪽과 북쪽에 접한 곳은 카마이 보터니만 국립공원으로 지정되어 있다.
수천 년간 애버리진이 거주해왔다. 1770년 4월 29일 보터니만에 제임스 쿡의 HMS 인데버가 대규모 뉴질랜드 항해를 하고 오스트레일리아 땅에 처음 상륙하고 나서 죄수 유배지가 됐다. 그 후 유배지는 시드니 코브로 바뀌었지만 보터니만은 유배지의 대명사적 표현이 됐다.